# Jacques Ladègaillerie
Jacques Guy Ladègaillerie (* 10. Januar 1940 in Sartrouville) ist ein ehemaliger französischer Degenfechter.

## Karriere
Jacques Ladègaillerie nahm an drei Olympischen Spielen teil. 1968 belegte er in Mexiko-Stadt im Einzel den neunten Rang, mit der Mannschaft wurde er Siebter. Bei den Olympischen Spielen 1972 in München zog er im Einzel in die Finalrunde ein, die er hinter Csaba Fenyvesi auf dem Silberrang abschloss. Mit der Mannschaft verpasste er derweil einen Medaillengewinn knapp. Nach einer Halbfinalniederlage gegen die Schweiz unterlag die französische Equipe im Gefecht um Bronze auch der Sowjetunion und wurde Vierter. 1976 schied Ladègaillerie in der ersten Runde des Einzels aus. Im Mannschaftswettbewerb wurde er Neunter.